# 阿諾亞河
41°35′6.71″N 1°33′50.5″E / 41.5851972°N 1.564028°E

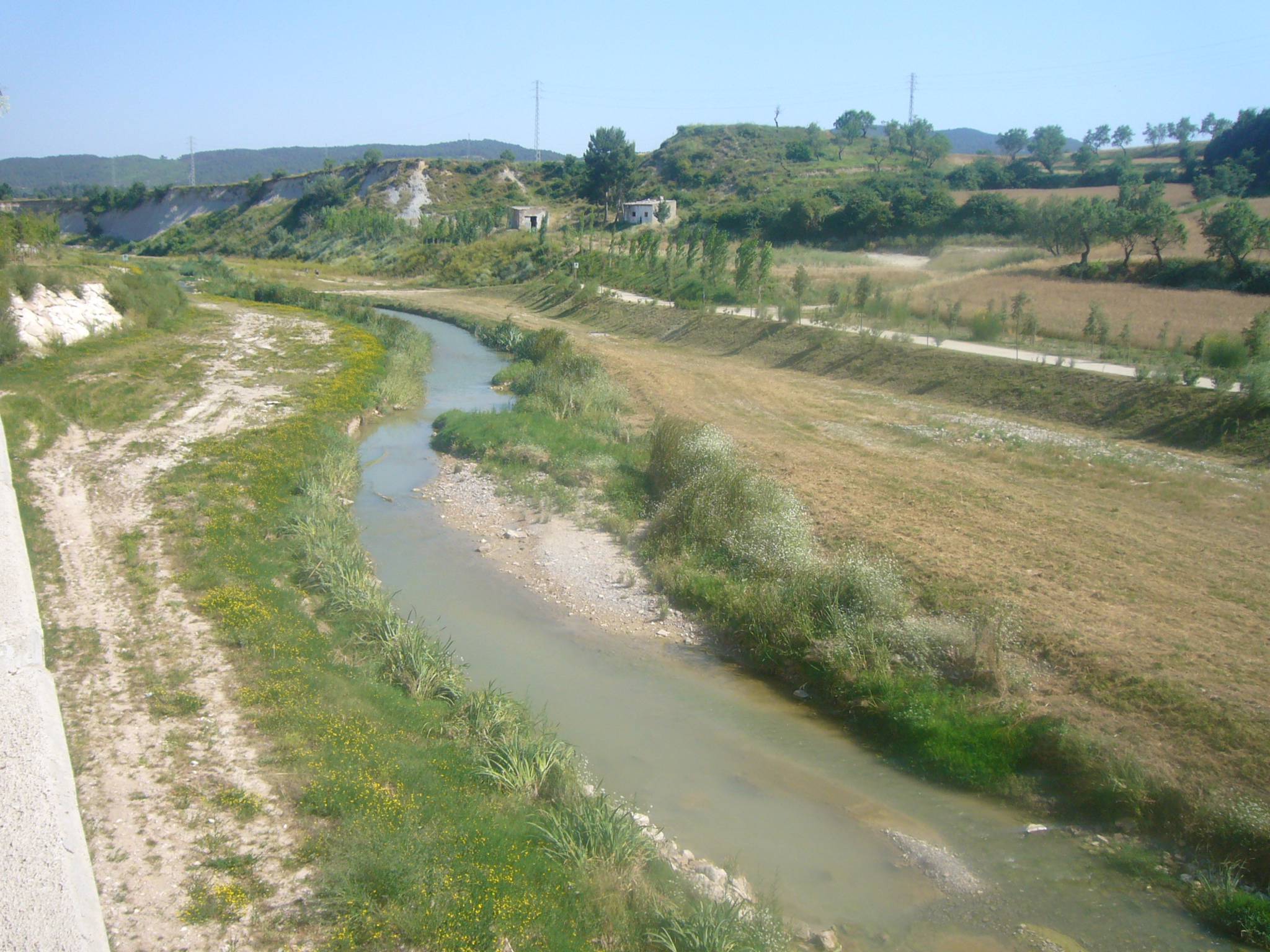
阿諾亞河

阿諾亞河（西班牙語：Río Noya）是西班牙的河流，位於加泰羅尼亞，屬於略夫雷加特河的一部分，流經巴塞隆拿省，河道全長68公里，流域面積929.4平方公里。